# Regió del Carcí
El Carcí (en occità Carcin, en francès Quercy) és una regió històrica d'Occitània que avui forma el departament de l'Òlt, situada geogràficament al marge oriental del Massís Central. La capital és la ciutat de Caors. Els habitants d'aquesta regió són els carcinòls en occità. És dividida en dues zones:
- L'Alt Carcí, que comprèn les plataformes del Juràssic superior, anomenades els Causses Aquitans o Petits Causses. Les principals ciutats són Caors i Fijac.
- El Baix Carcí, que transcorre pels cursos inferiors dels rius Avairon i Tarn i és format per plataformes estretes que separen les valls paral·leles dels dos rius. Les principals ciutats són Montalban i Moissac.

## Història
La regió fou poblada pels gals cadurcs i després per romans, visigots i francs. Fou el centre del bisbat de Caors un amb seu a Caors. En temps dels carolingis va esdevenir el comtat de Carcí, que en el segle x fou tributari del comtat de Tolosa. Després de la croada albigesa, pel tractat de París (1259) entre França i Anglaterra, passà a mans anglesos, i restà en disputa entre ambdós països. El 1360 passà a Anglaterra per l'acord de Brétigny, i el 1443 fou incorporada definitivament a França; després formà part del governament de Guiena fins que el 1790 constituí el departament de l'Òlt.

## Parc natural del Carcí
El parc natural Causses du Quercy, creat l'any 1999, s'estén per 175.717 hectàrees i reuneix 97 dels 340 municipis de l'Òlt. El territori està format per 3 ambients geològics: el causse, les valls i el Limargue, a l'est, amb una important xarxa hidrogràfica. És aquesta xarxa la que forma la multitud de coves i avencs. Les cavitats subterrànies acullen vuit espècies rares i vulnerables de ratpenats. Les 5 valls de Lot, Célé, Vers, Ouysse i Alzou són vistes per cornises on nidifiquen grans ocells rapinyaires com el falcó pelegrí i l'àguila. Les ribes d'aquests rius afavoreixen el desenvolupament d'orquídies salvatges, narcisos i petites falgueres "ophioglossus" o "llengües de serp". Als brucs de ginebre hi viuen l'ocell limícola, i el llangardaix ocel·lat, que pot arribar als 60 a 80 cm de llarg i és el més gran d'Europa. El parc natural acull també l'última zona de la França metropolitana (excloent les zones muntanyoses) lliure de qualsevol contaminació lumínica, coneguda com el triangle negre del Carcí.

## Reserva natural nacional d'interès geològic del departament de l'Òlt
La Reserva Natural Nacional d'Interès Geològic del departament de l'Òlt es va crear l'any 2015 per garantir la protecció contra l'espoli de fòssils de diversos milions d'anys que es van trobar a les antigues mines de fosfat.